# Philipp Schoch
Philipp Schoch (* 12. Oktober 1979 in Winterthur) ist ein ehemaliger Schweizer Snowboarder. Seine Jugendzeit verbrachte er zusammen mit seinem Bruder Simon Schoch im Tössbergland im Zürcher Oberland. Dort betrieb sein Vater einen Skilift. Sein heutiger Wohnort ist Steg im Fischenthal.
Er gewann bei den Olympischen Winterspielen 2002 in Salt Lake City die Goldmedaille im Parallel-Riesenslalom, vor dem Schweden Richard Rikardsson. Vier Jahre später, bei den Olympischen Winterspielen 2006 in Turin, konnte er seine Goldmedaille verteidigen und gewann knapp vor seinem Bruder Simon Schoch. Bei der WM 2007 in Arosa gewann er in derselben Disziplin sowie im Parallel-Slalom die Silbermedaille; diese Erfolge kamen aufgrund seiner starken Rückenschmerzen eher überraschend.
Nachdem er zweimal die olympische Goldmedaille im Parallel-Riesenslalom holen konnte, verpasste er 2010 die Qualifikation für die Olympischen Winterspiele 2010 in Vancouver. Wegen Rückenproblemen konnte er erst spät in die Saison starten. Bei den Olympischen Winterspielen 2014 in Sotschi startete er mit Schmerzen beim Parallel-Slalom und schied nach einem Sturz aus. Damit beendete Schoch seine aktive Sportlerkarriere.

## Sportliche Erfolge
- Olympiasieger im Parallel-Riesenslalom in Turin 2006
- Olympiasieger im Parallel-Riesenslalom in Salt Lake City 2002
- WM-Silbermedaille im Parallel-Riesenslalom und im Parallel-Slalom in Arosa 2007
- Schweizermeister im Parallel-Riesenslalom 2002, 2003
- Alpin-Weltcupsieger 2005
- 5. Rang Weltrangliste 2003
- 1. Lords of the Boards 2000

### FIS-Weltcup
- 1. Rang Parallel-Riesenslalom in Lake Placid 2006
- 1. Rang Parallel-Riesenslalom in Kronplatz 2006
- 1. Rang Parallel-Riesenslalom in Kreischberg 2006
- 1. Rang Parallel-Riesenslalom in Le Relais 2005
- 1. Rang Parallel-Riesenslalom in Tandadalen 2005
- 1. Rang Parallelslalom in der Sierra Nevada 2005
- 1. Rang Parallel-Riesenslalom in Lake Placid 2005
- 1. Rang Parallelslalom in Sungwoo Resort 2005
- 1. Rang Parallelslalom in Sapporo-Makomanai 2005
- 1. Rang Parallelslalom in Winterberg 2005
- 1. Rang Parallel-Riesenslalom in Maribor 2005
- 1. Rang Parallelslalom in Bad Gastein 2004
- 1. Rang Parallel-Riesenslalom in Kronplatz 2004
- 1. Rang Parallel-Riesenslalom in Sölden 2004
- 1. Rang Parallel-Riesenslalom in Stoneham 2002

### ISF-Tour
- 2. Rang ISF-Tour Leysin 2002
- 1. Rang ISF-Tour Stoneham 2001